# IPAQ

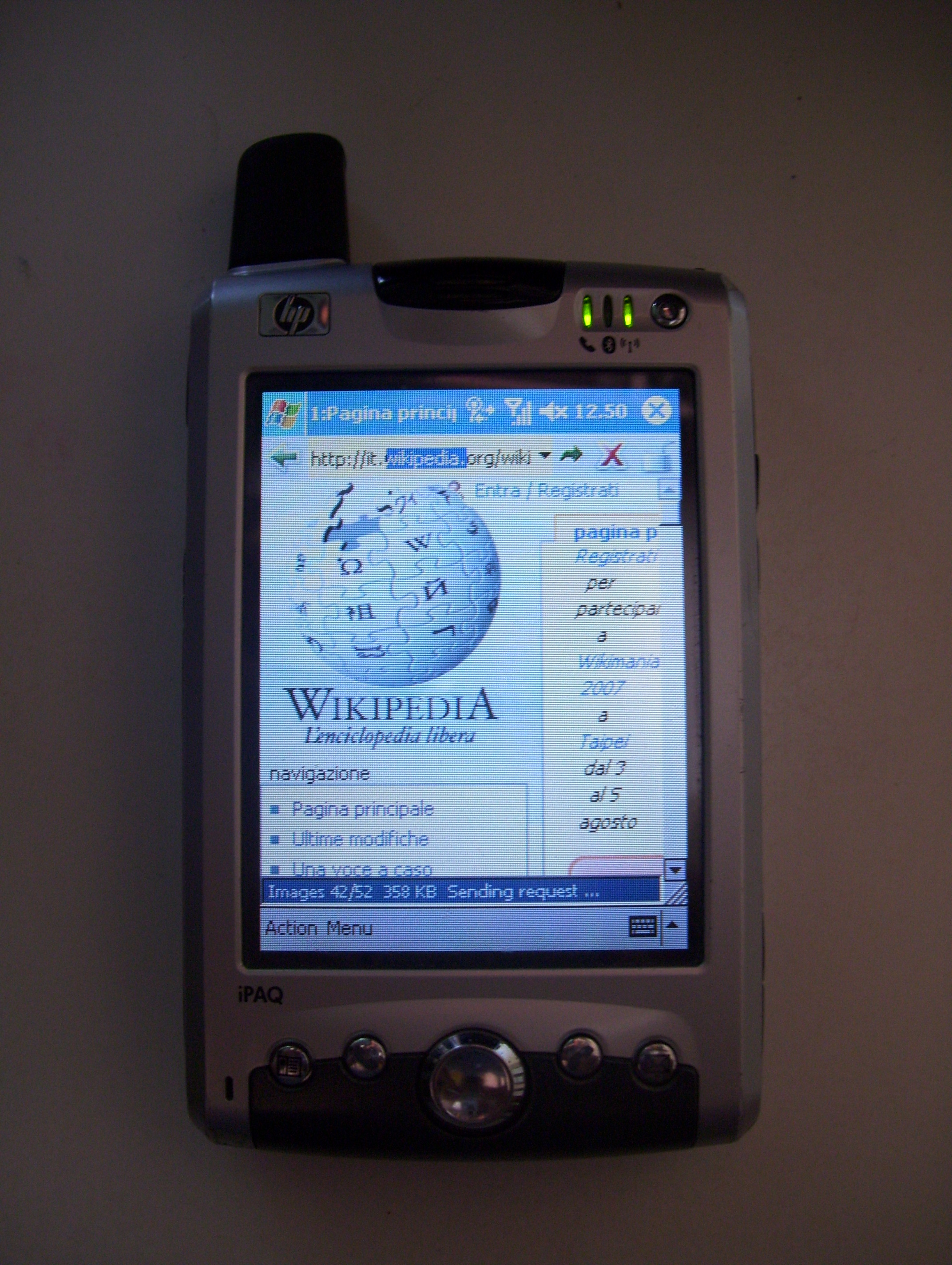
Un Pocket PC HP iPAQ h6340 mentre visualizza la home page della Wikipedia in italiano

iPAQ è la denominazione commerciale con cui HP ha venduto i suoi dispositivi Pocket PC e smartphone dal 2000 al 2010. Il nome fu adottato per la prima volta da Compaq con l'iniziatore della serie, il modello Compaq iPAQ H 3130.
In seguito all'acquisizione di Compaq da parte di HP, quest'ultima ha scelto di mantenere il nome aggiornando la serie con la produzione di nuovi modelli.